# Bulyovszkyné Szilágyi Lilla
Gyulafalvai Bulyovszky Gyuláné szilágy-somlói és horogszegi Szilágyi Lilla (Kolozsvár, 1833. május 25. – Graz, 1909. december 11.) magyar színésznő, aki legnagyobb sikereit külföldön aratta; műfordító.

## Családja
A nemesi származású szilágy-somlói és horogszegi Szilágyi család sarja. Apja, szilágy-somlói és horogszegi Szilágyi Pál kolozsvári színész, anyja torboszlói Bereczky Julianna volt; Szilágyi Béla színész testvére, Bulyovszky Gyula felesége. Fia Bulyovszky Aladár (1852–1920) miniszteri osztálytanácsos. Nagyanyja Kelemen Magdolna, az első magyar színigazgató, Kelemen László (1762–1814) testvére.

## Színésznői pályája
Apja mellett gyermekként ismerkedett meg a színpad világával. A pesti Nemzeti Színházban a Falura kell menni című vígjátékban (1846. december 9.) hívta fel magára először a figyelmet Paulina szerepében. Bulyovszky Gyulával 1848. november 9-én kötött házasságot a Pest-Deák téri evangélikus templomban. Az esküvői tanúk Kovács Sebestény Endre orvos és Emődy Dániel miniszteri fogalmazó voltak. 1851-ben a Nemzeti Színház tragikája lett, ahol fontos szerepeket is játszott, Laborfalvi Róza és neves pályatársnői mellett azonban mellőzöttnek érezte magát, és a kritikák sem kényeztették el. Egy párizsi utazását követően, 1859-ben külföldre utazott, hogy ott folytassa pályáját.

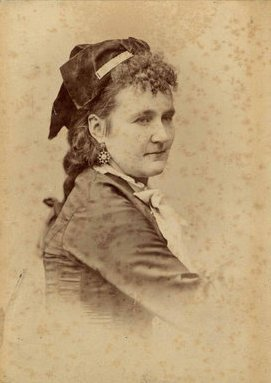
Bulyovszky Lilla körülbelül 40 éves korában

Egy évet Berlinben tanulással töltött, a következő évtől sikeresen szerepelt Breslau-ban (ma: Wrocław), Hamburgban, Weimarban, Meiningenben. 1861-ben a drezdai udvari színházhoz szerződtették, ahol a kor híres művészei, Bogumil Dawison és Eduard Devrient oldalán játszotta legjobb szerepeit. Ezután mint szász királyi udvari színésznő több helyütt szerepelt dicsőséggel. 1863-ban többszerepben is fellépett Bajorországban, ahol a bajor király és királyné is fogadta magánkihallgatáson. Lilla von Bulyovszkyt 1867-ben Münchenben az udvari színházhoz szerződtették, II. Lajos bajor király nagy tisztelője volt. Itt aratta legnagyobb sikereit, közülük is kiemelkedett Stuart Mária szerepében nyújtott alakítása. Közben rigai, amszterdami, hamburgi vendégszerepléseket is vállalt.

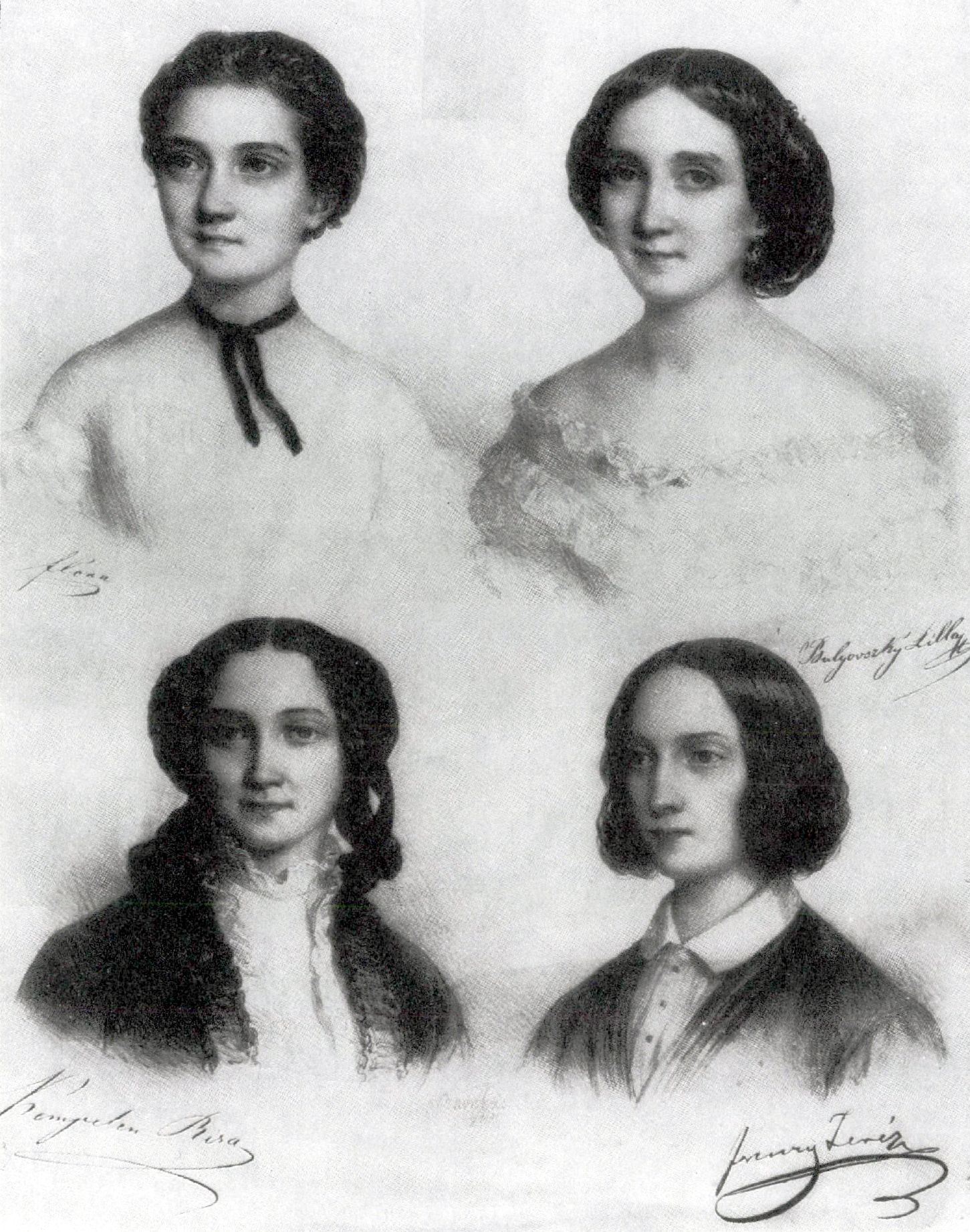
Szilágyi Lilla arcképe jobbra fent a Hölgyfutár 1855-ben megjelent arcképalbumában Majthényi Flóra, Kempelen Riza és Ferenczy Teréz társaságában, Barabás Miklós tollából

Túl a csúcson, 1875 tavaszán végleg hazatért, Budapesten telepedett le. Itthon vidéki körútján több városban vendégszerepelt, fellépett Aradon is, ahol kitörő lelkesedéssel fogadták. Azután visszavonult a színpadtól, fölváltva Graz melletti nyaralójában és Budapesten élt.

## Alapítványai és hagyatéka
Nagy vagyonát jótékony célokra, többek között idős színészek támogatására, erdélyi árvaházak támogatására, alapítására hagyta, de már életében is rendkívül sokat adakozott.
1884-ben a kolozsvári Mária Valéria leány árvaháznak 6000 forintos alapítványt tett, ebből minden 1000 forint alapul szolgált egy árvaleány nevelésére. Három árva a polgárok, három a színészek árváiból és vallási tekintetben két katolikus, két protestáns és két unitárius árva részesülhetett benne. Egyidejűleg adományt juttatott el a kolozsvári unitárius kollégiumnak, a katolikus lyceumnak, a református kollégiumnak, a kolozsvári iparos körnek, a marosvásárhelyi árvaháznak, a kézdivásárhelyi szinpártoló egyesületnek, Szamosujvár elhagyatott szegényeinek, a szilágy-somlyói szinpártoló egyesületnek, a tordai, nagyenyedi és brassói árvaházaknak, valamint a zilahi iparos körnek. Ugyancsak 1884-ben 2000 forintos ágyalapítványt tett az új Stefánia-kórházban, hálából, hogy mint gyermeknek, az akkor még Ősz [ma: Szentkirályi] utcában lévő gyermekkórházban meggyógyították a szemét. Az alapítványt azzal a kikötéssel tette, hogy annak előnyeiből elsősorban szegény színészek, színésznők és írók gyermekei részesüljenek.
1887-ben 3000 forintos alapítványt létesített színész árvaleányok részére.
Férje, Bulyovszky Gyula halálának 25. évfordulóján, 1908-ban Rákoskeresztúron, férjének szülőhelyén, a rákoskeresztúri ágostai hitvallású evangélikus egyház javára, „részben az idegen ajkú gyermekeknek a magyar nyelvben való előhaladására ösztöndíjul alapítványként 10000 koronát, templom építés céljára 1000 koronát, négy szegény családnak legott kiosztandó 100 koronát, Rákoskeresztúr községnek pedig óvoda céljára a Bulyovszki-téren levő 4000 korona értékű telket és 1000 koronát készpénzben adományozott.”
Több ingatlannal is rendelkezett, és a végrendelete szerint az összes ingatlana eladásából származó bevételt Kolozsvár városának adományozta, egy, a városban alapítandó lelencház felépítése és működtetése céljából. A felajánlás magyarázataként a végrendeletben megemlítette, hogy vagyonának alapját az a tiszteletdíj képezi, amelyet 1858-as kolozsvári színházi vendégszerepléséért kapott.

## Írói munkái
Színésznői karrierje mellett tárcákat, novellákat írt, ezek jelentős részét Novellák címmel négy kötetben jelentette meg (Pest, 1855–1857.). Útirajzait előbb 1858-ban, Norvégiában tett későbbi utazásának élményeit tartalmazó két kötetét (Norvégiából. Úti emlékek) 1866-ban, szintén Pesten publikálta.
A Nemzeti Színház számára az 1850-es években számos színdarabot fordított, ezekből többet be is mutattak, köztük ifj. Alexandre Dumas A kaméliás hölgyét. Kevésbé ismert francia színműírók, például Jean-François Bayard, Antoine-François Varner, Édouard Brisebarre vígjátékaiból, illetve Charlotte Birch-Pfeiffer német írónőtől (A tücsök) is fordított, illetve magyarított. Franciából szabadon átdolgozta A rablóvezér című kétfelvonásos vígjátékot, amelyet először 1868. január 4-én mutattak be a Népszínházban.

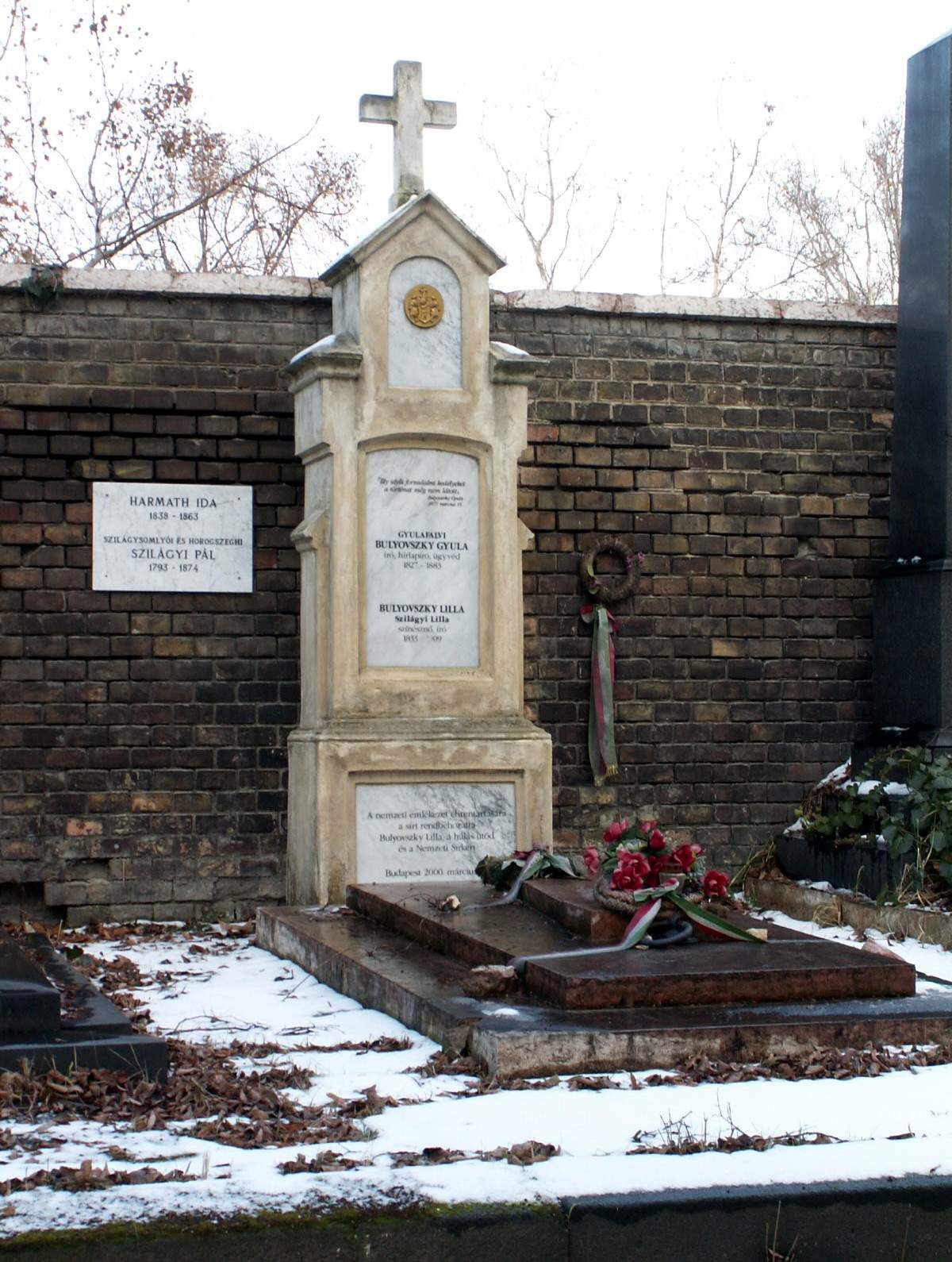
Sírja a Fiumei úti sírkertben, 2008. (Bal oldali falsírboltok B/302.)

## Fontosabb szerepei
- Lecouvreur Adrienne (Scribe–Legouvé)
- Cordélia (Shakespeare: Lear király)
- Júlia (Shakespeare: Rómeó és Júlia)
- Miller Lujza (Schiller: Ármány és szerelem)
- Gauthier Margit (ifj. Dumas: A kaméliás hölgy)
- Stuart Mária (Schiller)
- Ophélia (Shakespeare: Hamlet)
- Donna Diana (Moreto)
- Clärchen (Goethe: Egmont)
- Sappho (Grillparzer)